# Spencer Pigot

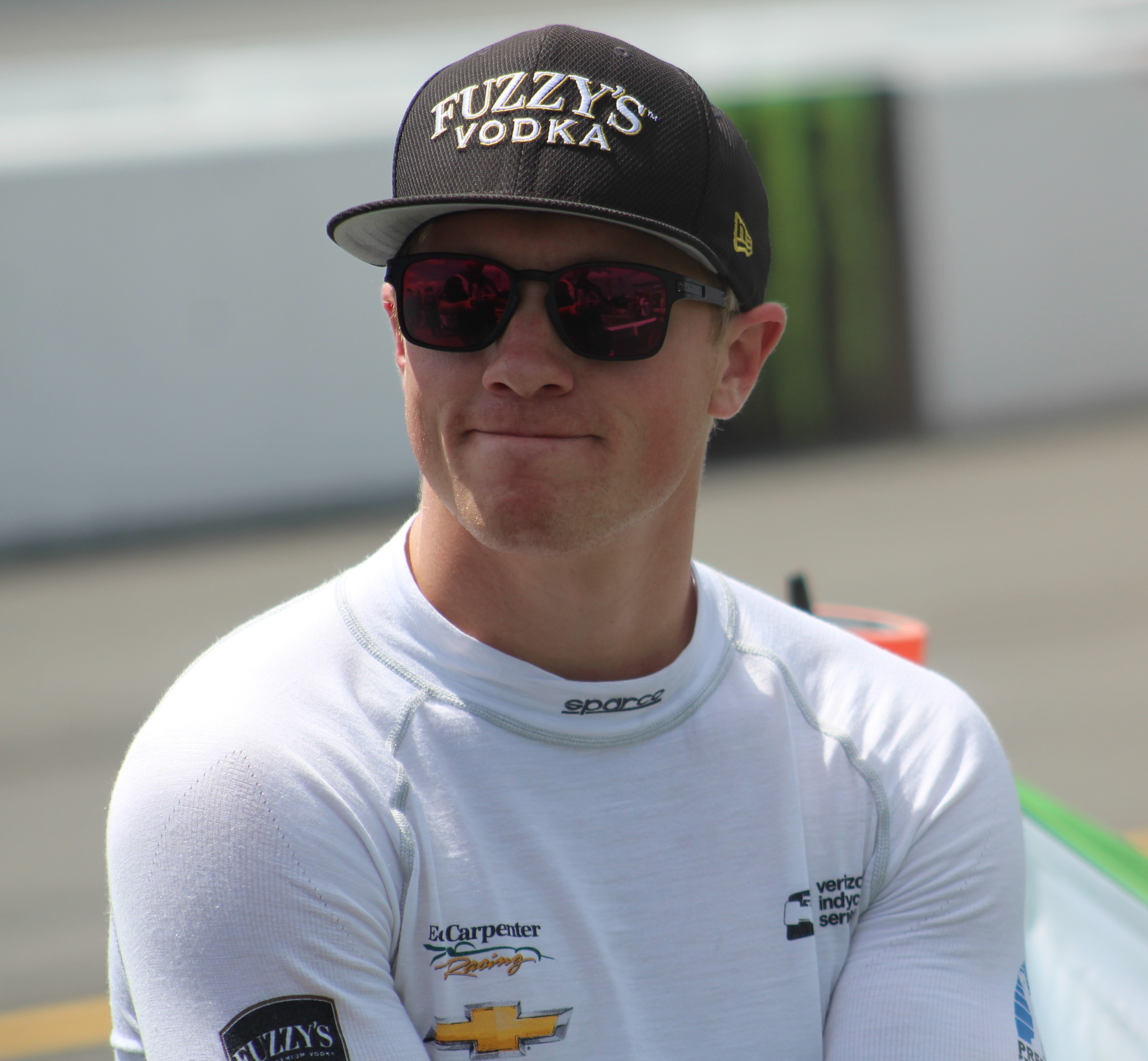
Spencer Pigot 2018

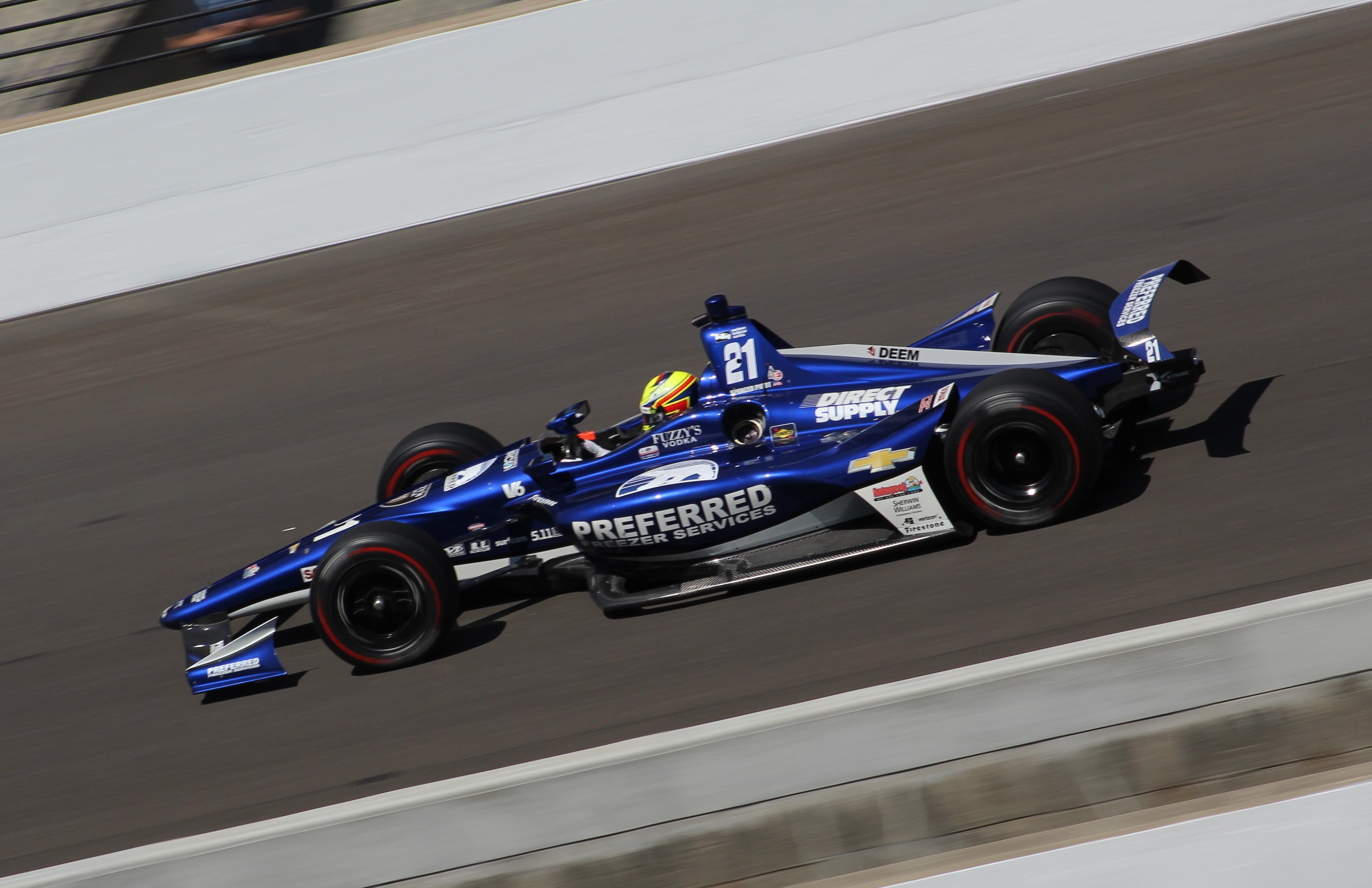
2018 startete Pigot das Indy 500 von Platz 6

Spencer Pigot (* 29. September 1993 in Pasadena, Kalifornien) ist ein US-amerikanischer Automobilrennfahrer. 2014 gewann er die Pro Mazda Championship und 2015 die Indy Lights.

## Karriere
Pigot begann seine Motorsportkarriere 2004 im Kartsport, in dem er bis 2009 aktiv blieb. Er entschied mehrere Kartmeisterschaften in Florida für sich. 2009 debütierte Pigot zudem im Formelsport und nahm an drei Rennen der Skip Barber National Championship teil. 2010 blieb Pigot in der Skip Barber National Championship und gewann den Meistertitel. Darüber hinaus nahm er an mehreren Formel-Ford-Einzelveranstaltungen sowie der Ontario Formel Ford teil.
2011 wechselte Pigot in die U.S. F2000 National Championship zu Andretti Autosport. Er trat zunächst zur Winterserie, dem Cooper Tires Winterfest, an. Dabei gewann er zwei von fünf Rennen und wurde mit 113 zu 119 Punkten Gesamtzweiter hinter seinem Teamkollegen Zach Veach. In der anschließenden Hauptserie gewann Pigot drei Rennen und stand achtmal auf dem Podium. Mit 281 zu 328 Punkten unterlag er Petri Suvanto und wurde Zweiter. Damit setzte er sich hier intern gegen Veach, der mit 223 Punkten Vierter wurde, durch. Darüber hinaus nahm Pigot 2011 als Gaststarter an drei Rennen der britischen Formel Ford teil und trat zu Formel-Ford-Einzelrennen sowie Rennen in SCCA-Rennserien an. 2012 wechselte Pigot innerhalb der U.S. F2000 National Championship zu Cape Motorsports. Pigot gewann zunächst die Winterserie mit fünf Siegen aus sechs Rennen. In der Hauptserie gelang es ihm zwar mit acht Siegen aus vierzehn Rennen, mehr als die Hälfte aller Rennen für sich zu entscheiden, in der Meisterschaft unterlag er jedoch seinem Teamkollegen Matthew Brabham mit 332 zu 339 Punkten und wurde erneut Zweiter.
2013 wechselte Pigot zum Team Pelfrey in die Pro Mazda Championship. Er gewann ein Rennen und beendete insgesamt fünf Rennen auf dem Podium. Die Saison beendete er auf dem vierten Platz in der Fahrerwertung. Darüber hinaus trat er für das Team West-Tec F3 in Europa zu zwei Rennen der European F3 Open an. Außerdem nahm er im GT-Sport an vier Rennen des kanadischen Porsche-GT3-Cups teil und gewann dabei ein Rennen. 2014 bestritt Pigot seine zweite Saison der Pro Mazda Championship für Juncos Racing. Zunächst gewann er das Winterfest mit 118 zu 92 Punkten gegen Scott Hargrove. Anschließend fuhr er in der Hauptserie. Dabei entschied er die ersten vier Saisonrennen für sich und gewann zwei weitere Rennen im Saisonverlauf. Pigot entschied die Meisterschaft auch hier gegen Hargrove für sich. Mit 309 zu 299 Punkten setzte er sich durch. Darüber hinaus fuhr Pigot erneut im kanadischen Porsche-GT3-Cup und erzielte dort den dritten Platz in der Fahrerwertung.
2015 blieb Pigot bei Juncos Racing und erhielt ein Cockpit in der Indy Lights. Er gewann beide Rennen in Birmingham, Toronto und Laguna Seca. Bei 16 Rennen erreichte er 10 Podest-Platzierungen. Pigot setzte sich mit 357 zu 330 Punkten gegen Jack Harvey durch und gewann die Meisterschaft. Darüber hinaus nahm Pigot für Penske an Testfahrten der IndyCar Series teil.
Für die IndyCar Series 2016 erhielt Pigot ein Teilzeitcockpit bei Rahal Letterman Lanigan Racing. Das Engagement umfasste drei Rennen: der Saisonauftakt und beide Rennen in Indianapolis. Anschließend verpflichtete Ed Carpenter Racing Pigot als Fahrer für die sieben verbliebenen Rennen auf den Straßenkursen. Er teilte sich das Cockpit somit mit Teambesitzer Ed Carpenter, der nur zu den Ovalrennen antrat. Platz sieben in Lexington war Pigots bestes Saisonergebnis. Er beendete die Saison auf dem 21. Gesamtrang. Neben seinem IndyCar-Engagement wurde er von Mazda von 2017 bis 2019 in den Langstreckenrennen der IMSA WeatherTech SportsCar Championship eingesetzt. 2018 fuhr er in der Qualifikation für das Indianapolis 500 unter die schnellsten 9, die die Pole-Position unter sich ausfahren. Er startete vom sechsten Platz und beendete das Rennen auf Platz 20. Beim Rennen in Newton holte er mit einem zweiten Platz sein bestes Ergebnis. In der Fahrerwertung belegte er den 14. Platz. 2019 qualifizierte er sich beim Indianapolis 500 für den dritten Startplatz. Das Rennen beendete er auf Platz 14. Mit zwei fünften Plätzen als beste Ergebnisse beendete er die Saison wieder als 14.

## Statistik

### Karrierestationen
| - 2004–2009: Kartsport - 2009: Skip Barber National Championship - 2010: Skip Barber National Championship (Meister) - 2010: Ontario Formel Ford F1600 (Platz 11) - 2011: Cooper Tires Winterfest (Platz 2) - 2011: U.S. F2000 National Championship (Platz 2) - 2012: Cooper Tires Winterfest (Meister) - 2012: U.S. F2000 National Championship (Platz 2) | - 2013: Pro Mazda Championship (Platz 4) - 2013: European F3 Open (Platz 16) - 2013: Kanadischer Porsche-GT3-Cup (Platz 8) - 2014: Pro Mazda Winterfest (Meister) - 2014: Pro Mazda Championship (Meister) - 2014: Kanadischer Porsche-GT3-Cup (Platz 3) - 2015: Indy Lights (Meister) - 2016: IndyCar Series (Platz 21) | - 2016: WSCC, P (Platz 16) - 2017: IndyCar Series (Platz 20) - 2017: WSCC, P (Platz 20) - 2018: IndyCar Series (Platz 14) - 2018: WSCC, P (Platz 22) - 2019: IndyCar Series (Platz 14) - 2019: WSCC, P (Platz 34) - 2020: IndyCar Series (Platz 32) |

### Einzelergebnisse in der Indy Lights
| Jahr | Team          | 1   | 2   | 3   | 4   | 5   | 6    | 7    | 8    | 9   | 10  | 11  | 12  | 13  | 14  | 15  | 16  | Punkte | Rang |
| ---- | ------------- | --- | --- | --- | --- | --- | ---- | ---- | ---- | --- | --- | --- | --- | --- | --- | --- | --- | ------ | ---- |
| 2015 | Juncos Racing | STP | STP | LBH | BAR | BAR | INDY | INDY | INDY | TOR | TOR | MIL | IOW | MDO | MDO | LAG | LAG | 357    | 1.   |
| 2015 | Juncos Racing | 3   | 3   | 2   | 1*  | 1*  | 7    | 12   | 9    | 1*  | 1*  | 7   | 8   | 8   | 3   | 1*  | 1*  | 357    | 1.   |

### Einzelergebnisse in der IndyCar Series
| Jahr | Team                                                       | 1   | 2   | 3   | 4   | 5    | 6    | 7    | 8   | 9   | 10  | 11  | 12  | 13  | 14  | 15  | 16  | 17  | Punkte | Rang |
| ---- | ---------------------------------------------------------- | --- | --- | --- | --- | ---- | ---- | ---- | --- | --- | --- | --- | --- | --- | --- | --- | --- | --- | ------ | ---- |
| 2016 | Rahal Letterman Lanigan Racing                             | STP | PHO | LBH | ALA | IMS  | INDY | DET  | DET | ROA | IOW | TOR | MDO | POC | TXS | WGL | SNM |     | 165    | 21.  |
| 2016 | Rahal Letterman Lanigan Racing                             | 14  |     |     |     | 11   | 2529 |      |     |     |     |     |     |     |     |     |     |     | 165    | 21.  |
| 2016 | Ed Carpenter Racing                                        |     |     |     | 17  | 18   | 9    | 19   | 7   | 15  | 22  |     |     |     |     |     |     |     | 165    | 21.  |
| 2017 | Ed Carpenter Racing                                        | STP | LBH | ALA | PHO | IMS  | INDY | DET  | DET | TXS | ROA | IOW | TOR | MDO | POC | STL | WGL | SNM | 218    | 20.  |
| 2017 | Ed Carpenter Racing                                        | 20  | 8   | 20  |     | 9    |      | 10   | 21  |     | 12  |     | 18  | 19  |     |     | 12° | 13  | 218    | 20.  |
| 2017 | Juncos Racing                                              |     |     |     |     | 1829 |      |      |     |     |     |     |     |     |     |     |     |     | 218    | 20.  |
| 2018 | Ed Carpenter Racing                                        | STP | PHO | LBH | ALA | IMS  | INDY | DET  | DET | TXS | ROA | IOW | TOR | MDO | POC | STL | POR | SNM | 325    | 14.  |
| 2018 | Ed Carpenter Racing                                        | 15  | 14  | 15  | 15  | 15   | 20°6 | 10   | 23  | 11  | 8   | 2   | 20° | 13  | 16  | 6   | 4   | 24  | 325    | 14.  |
| 2019 | Ed Carpenter Racing                                        | STP | COA | ALA | LBH | IMS  | INDY | DET  | DET | TXS | ROA | TOR | IOW | MDO | POC | STL | POR | LAG | 335    | 14.  |
| 2019 | Ed Carpenter Racing                                        | 11  | 11  | 17  | 18  | 5    | 14°3 | 10   | 21  | 14  | 14  | 15  | 5   | 7   | 17  | 21  | 6   | 20  | 335    | 14.  |
| 2020 | Rahal Letterman Lanigan Racing with Citrone/Buhl Autosport | TXS | IMS | ROA | ROA | IOW  | IOW  | INDY | STL | STL | MDO | MDO | IMS | IMS | STP |     |     |     | 17     | 32.  |
| 2020 | Rahal Letterman Lanigan Racing with Citrone/Buhl Autosport |     | 24° |     |     |      |      | 2512 |     |     |     |     |     |     |     |     |     |     | 17     | 32.  |

### Sebring-Ergebnisse
| Jahr | Team              | Fahrzeug       | Teamkollege       | Teamkollege     | Platzierung | Ausfallgrund |
| ---- | ----------------- | -------------- | ----------------- | --------------- | ----------- | ------------ |
| 2016 | Mazda Motorsports | Lola B12/80    | Jonathan Bomarito | Tristan Nunez   | Rang 6      |              |
| 2017 | Mazda Motorsports | Mazda RT24-P   | Jonathan Bomarito | Tristan Nunez   | Rang 29     |              |
| 2018 | Mazda Team Joest  | Mazda RT24-P   | Jonathan Bomarito | Harry Tincknell | Rang 6      |              |
| 2021 | Riley Motorsports | Ligier JS P320 | Scott Andrews     | Gar Robinson    | Rang 15     |              |